# Драгоданово
Драгода́ново (болг. Драгоданово) — село в Сливенській області Болгарії. Входить до складу общини Сливен.

## Населення
За даними перепису населення 2011 року у селі проживали 708 осіб.
Національний склад населення села:
| Національність   | Кількість осіб | Відсоток |
| ---------------- | -------------- | -------- |
| болгари          | 462            | 65,7 %   |
| цигани           | 229            | 32,6 %   |
| турки            | 7              | 1,0 %    |
| інша             | 3              | 0,4 %    |
| Всього відповіли | 703            |          |

Розподіл населення за віком у 2011 році:
Динаміка населення: